# Роберт I д’Артуа
Роберт I Добрый (сентябрь 1216 — 9 февраля 1250, Мансур, Египет) — граф Артуа с 1237 года. Сын французского короля Людовика VIII Льва и Бланки Кастильской, брат короля Людовика IX Святого. Основатель дома Артуа, который угас в 1472 году.
В 1237 году женился на Матильде Брабантской (1224—1288), дочери брабантского герцога Генриха II и Марии Швабской из рода Гогенштауфенов. К свадьбе Людовик IX пожаловал ему в ленное владение графство Артуа.
Роберт принимал активное участие в крестовых походах своего брата и проявил отвагу. В 1250 году в Египте он с небольшим отрядом на плечах у мусульман ворвался в крепость Мансуру. Но враги успели закрыть ворота и отрезали Роберта от основных сил. Он был растерзан мусульманами.
Жена Роберта тогда была беременна и через несколько месяцев родила сына Роберта II Благородного, ставшего вторым графом Артуа. Кроме него, у Роберта I была ещё дочь Бланка (1248—1302), которая в первом браке была за наваррским королём Генрихом Толстым, а во втором — за Эдмундом Горбатым, 1-м графом Ланкастерским (Англия). Её дочь от первого брака стала женой французского короля Филиппа IV Красивого, а благодаря второму браку Бланка стала одной из родоначальниц английской королевской династии Ланкастеров.